# Rekord Bielsko-Biała (piłka nożna)

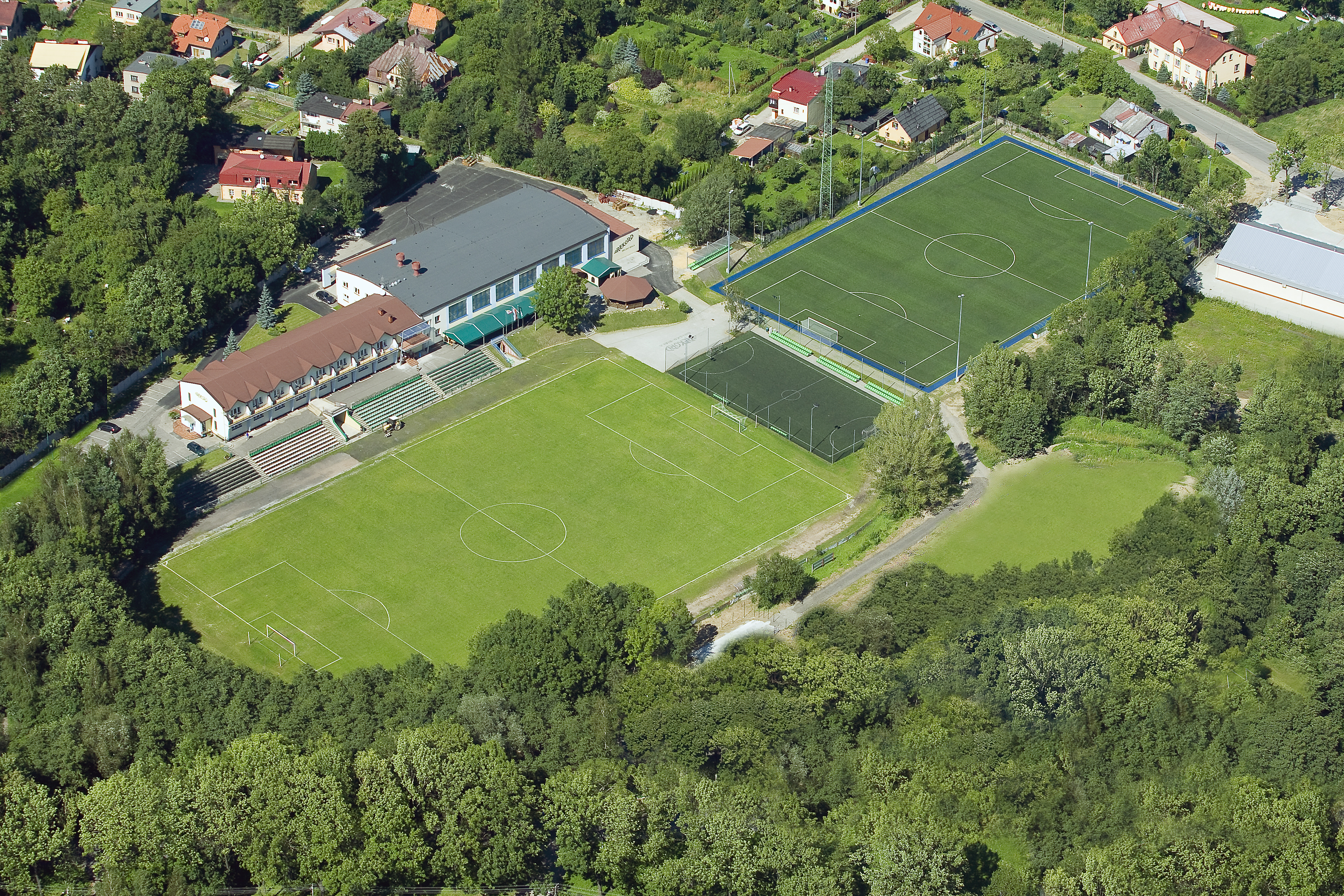
Panorama siedziby BTS Rekord Bielsko-Biała

BTS Rekord Bielsko-Biała – klub piłkarski założony w 1994 roku w Bielsku-Białej, od sezonu 2024/2025 występuje w II lidze. 

## Obecny skład
Stan na 21 marca 2025
| Pozycja   | Imię i nazwisko        | Numer |
| --------- | ---------------------- | ----- |
| Bramkarz  | Wiktor Kaczorowski     | 39    |
| Bramkarz  | Krzysztof Żerdka       | 1     |
| Bramkarz  | Wiktor Żołneczko       | 29    |
| Obrońca   | Tomasz Boczek          | 8     |
| Obrońca   | Michał Bojdys          | 4     |
| Obrońca   | Adam Gibiec            | 3     |
| Obrońca   | Konrad Kareta (C)      | 30    |
| Obrońca   | Kacper Kasprzak        | 19    |
| Obrońca   | Ralfs Maslovs          | 88    |
| Obrońca   | Mateusz Pańkowski      | 33    |
| Obrońca   | Tomasz Walaszek        | 26    |
| Obrońca   | Zbigniew Wojciechowski | 10    |
| Obrońca   | Krystian Wrona         | 23    |
| Obrońca   | Hubert Żyrek           | 22    |
| Pomocnik  | Jakub Kempny           | 18    |
| Pomocnik  | Myeongjin Lee          | 7     |
| Pomocnik  | Tomasz Nowak           | 6     |
| Pomocnik  | Jakub Ryś              | 21    |
| Pomocnik  | Michał Śliwka          | 20    |
| Pomocnik  | Olaf Sobik             |       |
| Pomocnik  | Łukasz Soszyński       | 5     |
| Pomocnik  | Mateusz Tekieli        | 27    |
| Pomocnik  | Piotr Wyroba           | 75    |
| Napastnik | Jan Ciućka             | 28    |
| Napastnik | Mateusz Klichowicz     | 91    |
| Napastnik | Szczepan Mucha         | 77    |
| Napastnik | Szymon Młocek          | 45    |
| Napastnik | Daniel Świderski       | 11    |